# 齊丁公
齊丁公（？—？），《说文解字》作齐玎公，姓姜，氏呂，名伋（拼音 jí），《書經·周書·顧命》称其为齐侯吕伋，《左传》和《史记》称他为吕伋。丁公为西周初期的齐国君主，是齐国始祖齐太公的儿子和继任者。
《左传·昭公十二年》明言：“齐（丁公），王舅也。”杨伯峻指出，成王之母为齐太公之女邑姜，而丁公为太公之子，故齐丁公为周成王之舅。
陈直根据《说文解字》记载的齐玎公称号，指出此处“玎”字左边从“王”，是表示吕伋为齐王。与周代青铜器铭文将周文王、周武王称为「玟王」、「珷王」的道理是一样的。陈直又指出，齐丁公之子齐乙公，乙公之子齐癸公，三代齐侯以天干“丁”、“乙”、“癸”为称呼，而不是谥法。陈直认为是以逝世之日为称呼。
《書經·周書·顧命》记载了齐丁公参加了周康王的即位礼。
齐丁公、卫国第二代君主卫康伯、晋国第二代君主晋侯燮和周公旦之子鲁公伯禽共事周康王。周康王分三位诸侯以珍宝之器。而同事周康王的楚君熊绎却无分。春秋时代的公元前530年，楚灵王仍忿然提起此事。
《礼记·檀弓上》记载：“太公封于营丘，比及五世，皆反葬于周。”李学勤据此指出，齐国与周王的关系密切，以至于齐太公以下五世齐侯，去世以后是埋在周，作为周王的从葬。因此齐丁公也葬在周。
根据《左传》等记载，齐国的世族崔氏，源于丁公之子崔季子。《通志·氏族略》载:“崔氏，姜姓出，齐丁公伋嫡子季子让国於叔乙，食采于崔，遂为崔氏。” 也就是说，齊丁公之嫡子季子本該即位，他讓位於叔乙，自己食采於崔邑，為崔氏始祖。

## 子女
- 嫡長子：崔季子，姜姓，中国西周齐国国君齊丁公伋的嫡子，姜太公的孙子。把君位讓给兄弟叔乙。以崔地为采邑，遂為崔氏。有一子为崔穆伯，穆伯之子为崔沃，崔沃之子为崔野，崔野八世孫崔夭之子为崔杼，崔杼為齊正卿。
- 子：齐乙公姜叔乙，季子之弟。
- 子：懿伯，丁若姓始祖。

| 前任： 父姜太公 | 齊國君主 前1026年—前975年 | 繼任： 子齊乙公 |